# Réveil Club de Daloa
Maillots
Le Réveil Club de Daloa est un club ivoirien de football basé à Daloa. Il a longtemps été dirigé par Georges Méral, homme d'affaires franco-libanais né en 1936 à Bouaké et décédé le 3 décembre 2012 à Lannion en France. Méral est le seul président à avoir mené le club en 1re division.

## Palmarès
- Coupe de Côte d'Ivoire de football
  - Vainqueur : 1980
  - Finaliste : 1960

## Anciens joueurs
- Ousmane Viera Diarrassouba
- Bamba Valy Sinaly
- Aidara Abdoulaye
- Doh Guédé
- Guédégbé Cornin
- Timité Sekou
- N'zi Laurent Thoscani
- betega
- Degri Dago
- Oualé Julien Simplice